# 陆懋曾
陆懋曾（1928年12月7日—2022年7月21日），男，汉族，江苏镇江人。中国共产党党员，中华人民共和国政治人物。

## 生平
1950年，毕业于金陵大学农艺系，此后供职于山东省农业科学院。1980年，升任副院长、山东省科协副主席。1983年从政，担任中共山东省委副书记。1988年，任山东省政协副主席。1993年，任山东政协主席。
2022年7月21日，因病医治无效在山东济南逝世，享年93岁。